# Let’s Get It: Thug Motivation 101
Let’s Get It: Thug Motivation 101 jest pierwszym dużym albumem i trzecim ogólnie amerykańskiego rapera Younga Jeezy’ego. Był promowany czterema singlami "And Then What", "Soul Survivor", "Go Crazy" i "My Hood". Wszystkie teledyski zostały wyświetlone na takich kanałach telewizyjnych jak BET, VH1 i MTV.

## Lista utworów
| #  | Tytuł                            | Producent(ci)              | Goście                             | Czas |
| -- | -------------------------------- | -------------------------- | ---------------------------------- | ---- |
| 1  | "Thug Motivation 101"            | Shawty Redd                |                                    | 3:14 |
| 2  | "Standing Ovation"               | Drumma Boy                 |                                    | 4:14 |
| 3  | "Gangsta Music"                  | Shawty Redd & Chris Kearse |                                    | 4:02 |
| 4  | "Let's Get It / Sky's the Limit" | Midnight Black             |                                    | 3:42 |
| 5  | "And Then What"                  | Mannie Fresh               | Mannie Fresh                       | 4:05 |
| 6  | "Go Crazy"                       | Don Cannon                 | Jay-Z                              | 4:13 |
| 7  | "Last of a Dying Breed"          | Sanchez Holmes & Khao      | Trick Daddy, Young Buck & Lil Will | 3:56 |
| 8  | "My Hood"                        | Lil' C                     |                                    | 4:00 |
| 9  | "Bottom of the Map"              | Shawty Redd                |                                    | 4:21 |
| 10 | "Get Ya Mind Right"              | Shawty Redd                |                                    | 3:41 |
| 11 | "Trap Star"                      | Mr. Collipark              |                                    | 3:52 |
| 12 | "Bang"                           | Jazze Pha                  | T.I. & Lil Scrappy                 | 4:28 |
| 13 | "Don't Get Caught"               | J.U.S.T.I.C.E. League      |                                    | 4:17 |
| 14 | "Soul Survivor"                  | Akon                       | Akon                               | 4:40 |
| 15 | "Trap or Die"                    | Shawty Redd                | Bun B                              | 4:00 |
| 16 | "Tear It Up"                     | Midnight Black             | Lloyd & Slick Pulla                | 4:29 |
| 17 | "That's How Ya Feel"             | Shawty Redd                |                                    | 4:03 |
| 18 | "Talk to Em"                     | Nitti                      |                                    | 4:23 |
| 19 | "Air Forces" (utwór dodatkowy)   | Shawty Redd                |                                    | 4:01 |

## Sample
- "Go Crazy" zawiera sample z "(Man, Oh Man) I Want to Go Back" Curtisa Mayfield & The Impressions
- "Talk to 'em" zawiera sample z "I Need You" Frankiego Beverly i Maze'a.

## Pozycje na listach
| Lista (2005)                          | Pozycja |
| ------------------------------------- | ------- |
| U.S. Billboard 200                    | 2       |
| U.S. Billboard Top R&B/Hip-Hop Albums | 1       |
| U.S. Billboard Top Rap Albums         | 1       |